# バンクスタウン
バンクスタウン (Bankstown) は、オーストラリア・ニューサウスウェールズ州にあるサバーブである。シドニー中心業務地区（CBD）の南西約20キロに位置する。シティ・オブ・バンクスタウンの中心である。

## 歴史
ヨーロッパ人が居住を開始する以前は、バンクスタウンを含むカンバーランド平原は、森林に覆われていた。おそらく、ユーカリが覆っていた。アボリジニはヨーロッパ人の進出を快く思っていなかった。しかし、1816年にヨーロッパ人の進出を阻もうとしたアボリジニのリーダーが殺害されたり、収監されたことで、彼らの抵抗が終わるとともに、アボリジニ人口の減少へとつながった。
1795年、マシュー・フリンダースとジョージ・バスがジョージズ川のさらなる調査を行った。2人は、当時のニューサウスウェールズ植民地総督であるジョン・ハンターに報告を行った。ハンターは自身でも植民地のための調査を行い、バンクスタウンを設立することとなった。街の名前は、1770年にジェームズ・クックと共にオーストラリアを探検した博物学・植物学者ジョゼフ・バンクスに因んでいる。
1814年のグレート・サウス・ロードを皮切りに、インフラが整備され、郵便局、学校、メソジスト派の教会、警察署と建設され、町の形を整えていく。1895年、バンクスタウンを中心とする地域は、地方公共団体として成立し、最初の市長には、バンクスタウンの地方公共団体の請願活動に従事したジョゼフ・ジェームズ・クーパーが就任した。
1907年には、ベルモアとバンクスタウンを結ぶ鉄道の建設が開始され、2年後には、開通する。また、この鉄道は、20年後の1927年には電化され、インフラの整備がその後も、進展した。インフラの整備に伴い、1980年、バンクスタウンを中心とする地域は、市制を宣言し、シティ・オブ・バンクスタウンとなった。

## 商業

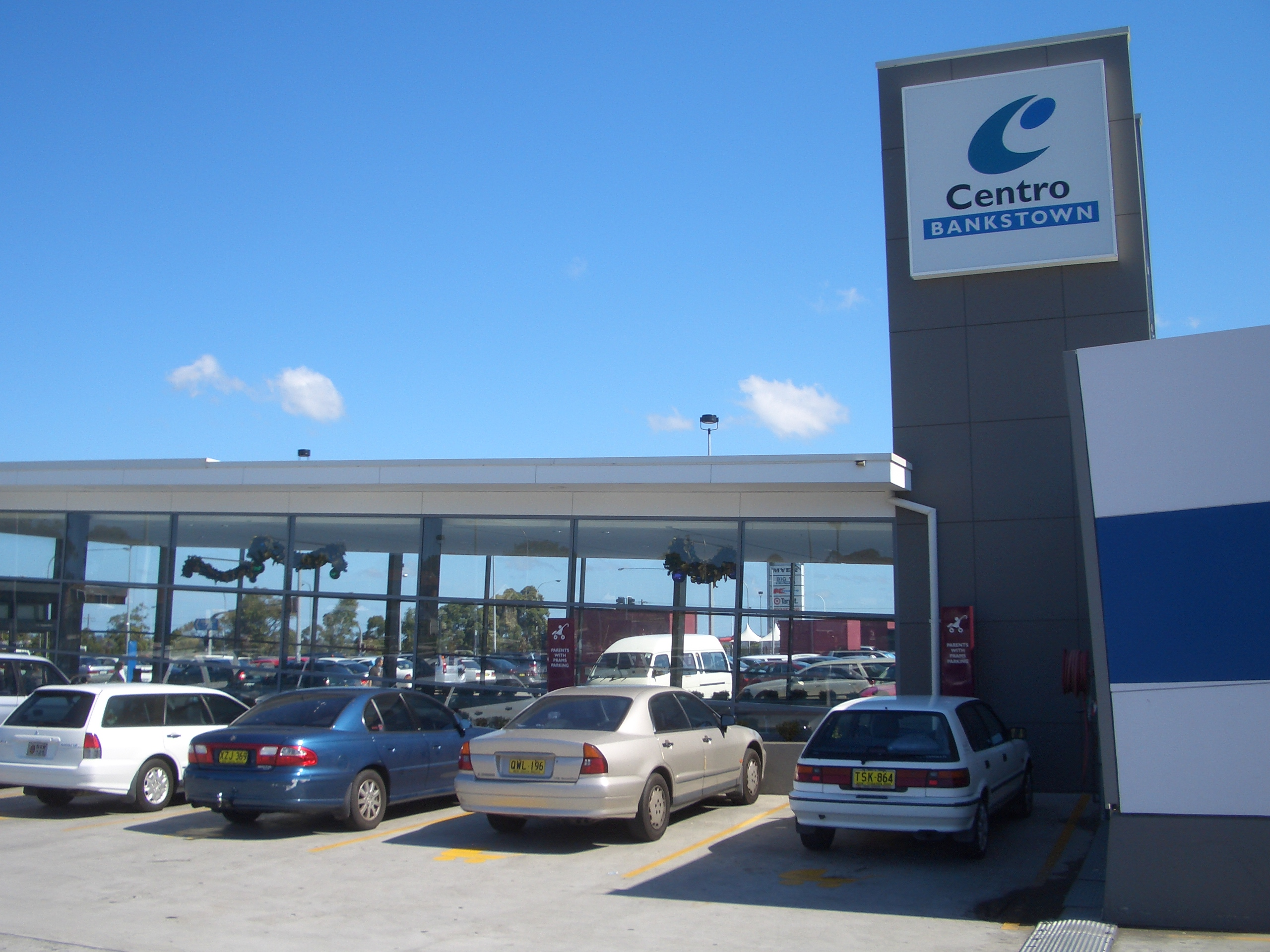
バンクスタウン・セントラル・ショッピング・センター

バンクスタウン中心業務地区は、バンクスタウン駅を中心に展開する。バンクスタウン・セントラル・ショッピング・センターは、バンクスタウン駅の程近く、駅の北東側に位置し、1966年に開業した。拡張を続けるショッピングセンターは、2006年の改装後には、スーパーマーケットチェーンウールワースとその子会社であるビッグWを含む1,000以上の商店が入るモールへと変化した。

## 交通
道路はサウス・ウェスタン・モーターウェイ M5（高速道路）に程近い。
鉄道はシドニーCBDと郊外を結ぶシティレールのバンクスタウン線が通っており、バンクスタウン駅が設けられており、すべての電車が停車する。
バンクスタウン駅は、周辺のバスのターミナルとなっており、シドニー北部・南部・西部でバスを運行しているトランスデヴNSWによるメトロバスが乗り入れている。このメトロバスとは、主要ターミナル間を快速運転するものであり、バンクスタウン駅には、リヴァプールからバーウッドを結ぶM90系統、パラマタからハーストヴィルを結ぶM91系統、パラマタからサザランドを結ぶM92系統の3系統が乗り入れる。
それ以外にも、複数のバス業者がバンクスタウン駅を起点に、複数系統を運行している。